# Rubus discors
Rubus discors är en rosväxtart som beskrevs av A. van de Beek. Rubus discors ingår i släktet rubusar, och familjen rosväxter. Inga underarter finns listade i Catalogue of Life.